# Bodenbearbeitungsgerätewerk Leipzig

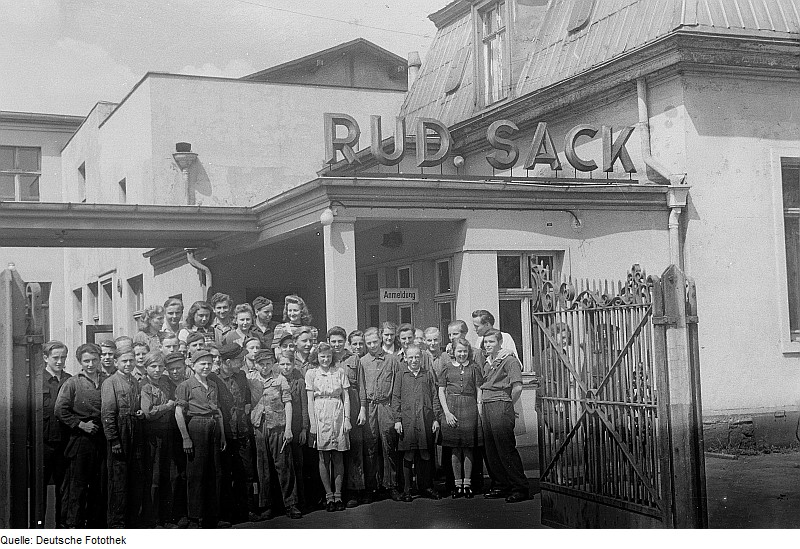
Grupo de jovens na frente da Firma Rudolph Sack, em 1948

Sucessora da empresa Landmaschinenfabrik Rudolph Sack, a Bodenbearbeitungsgerätewerk Leipzig (BBG) (Fábrica de Equipamentos para o Preparo do Solo Leipzig) foi uma das principais fabricantes de equipamentos agrícolas da Alemanha Oriental.

## História
A origem da empresa foi a Landmaschinenfabrik Rudolph Sack, fundada em 1863 por Rudolph Sack, em Plagwitz, um bairro de Leipzig, para a produção de equipamentos agrícolas, que foi no final do século XIX um dos maiores fabricantes de equipamentos agrícolas da Alemanha.

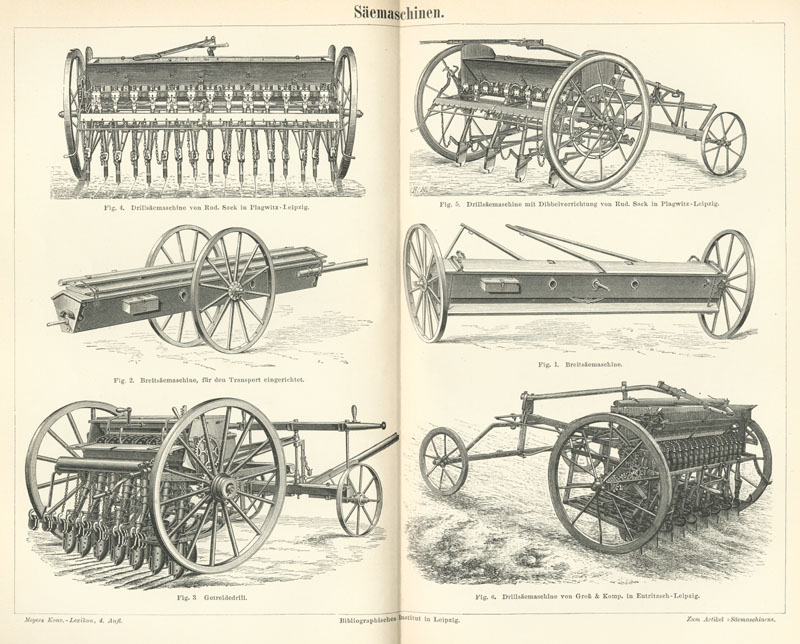
Máquinas de semear